# خودسوزی محمدرضا فردوسی
محمدرضا (حسام) فردوسی شهروند ایرانی ساکن قرچک ورامین بود که در بحبوحه خیزش ۱۴۰۱ ایران، سیزدهم آبان و در نزدیکی مسجد جامع قرچک اقدام به خودسوزی کرد و روز هفدهم آبان در اثر جراحات درگذشت.

## زندگی شخصی
محمدرضا فردوسی، جوانی از طبقه متوسط اقتصادی بود که شغل آزاد داشت و با خانواده‌اش در قرچک ورامین زندگی می‌کرد. او اهل هیئت و روضه بود، اما از ابتدای خیزش سراسری در ایران از اعتراضات حمایت می‌کرد و در صفحه اینستاگرام خود به‌طور مداوم پست‌های در حمایت از آن منتشر می‌کرد. در یکی از پست‌های اینستاگرامش نوشته بود که «توسط نیروهای امنیتی مورد آزار و بازخواست» قرار گرفته‌است.

## کشته‌شدن
او در ۱۳ آبان و در نزدیکی مسجد جامع قرچک و در حضور ده‌ها نیروی انتظامی و یگان ویژه در حالی که شعارهایی علیه جمهوری اسلامی سر می‌داد، اقدام به خودسوزی کرد.
نیروهای امنیتی پس از خاموش کردن آتش، به جای انتقال او به بیمارستان، ابتدا او را مورد ضرب و جرح قرار دادند. او دچار سوختگی ۷۰ درصد شده بود و در بیمارستان مطهری تهران بستری شد و از همان زمان، خانواده‌اش تحت کنترل نیروهای امنیتی بودند. نهایتاً در هفدهم آبان ماه در اثر جراحات جان خود را از دست داد.
کاربران شبکه‌های اجتماعی خودسوزی محمدرضا فردوسی را با خودسوزی محمد بوعزیزی در سال ۲۰۱۰ که منجر به انقلاب تونس شد مقایسه کردند.

### روایت رسانه‌های حکومتی
خبرگزاری فارس، وابسته به سپاه پاسداران، با انتشار تصاویر یک دوربین مدار بسته، ادعا کرد که او «قصد داشته یک کوکتل مولوتوف به سمت بسیجی‌ها پرتاب کند؛ اما قبل از پرتاب آن درون ماشین آتش گرفته و باعث سوختن ماشین و راننده شده‌است.» اما یک شاهد عینی با رد این ادعا و فرستادن تصاویری به بی‌بی‌سی گفت که «او در مقابل نیروهای امنیتی، پس از شعار دادن علیه حکومت، خودسوزی کرد.»